# 서울 경희대학교 본관
서울 경희대학교 본관은 1956년 건립된 경희대학교 내 중심이 되는 건축물이다. 2018년 12월 31일 대한민국의 국가등록문화재 제741호로 지정되었다.

## 등록 사유
1956년 건립된 경희대학교 본관은 학교 내 중심이 되는 건축물로서 상징성, 기념성 등을 표현하기 위해 고대 그리스식 기둥 및 삼각형의 박공벽 등 신고전주의 양식으로 디자인하였고, 또한 태극 및 무궁화 문양 등 한국적 디자인 요소를 부분적으로 반영한 독특한 건축물로서 의미가 있다.

## 참고 자료
- 서울 경희대학교 본관 - 국가유산청 국가유산포털